# 203-я истребительная авиационная дивизия
203-я истребительная авиационная Знаменская дивизия (203-я иад) — соединение Военно-Воздушных сил (ВВС) Вооружённых Сил РККА, принимавшее участие в боевых действиях Великой Отечественной войны.

## Наименования дивизии
- 203-я истребительная авиационная дивизия;
- 203-я истребительная авиационная Знаменская дивизия;
- 12-я гвардейская истребительная авиационная Знаменская дивизия;
- 12-я гвардейская истребительная авиационная Знаменская Краснознамённая дивизия;
- 12-я гвардейская истребительная авиационная Знаменская Краснознамённая ордена Богдана Хмельницкого дивизия;
- Полевая почта 29658.

## Создание дивизии
Сформирована 26 мая 1942 года на базе Управления Военно-Воздушных Сил 16-й армии

## Переформирование дивизии
Приказом НКО СССР за образцовое выполнение заданий командования и проявленные при этом мужество и героизм 203-я истребительная авиационная Знаменская дивизия переименована в 12-ю гвардейскую Знаменскую истребительную авиационную дивизию.

## В действующей армии
В составе действующей армии:
- с 26 мая 1942 года по 17 февраля 1943 года, всего — 268 дней
- с 28 мая 1943 года по 5 февраля 1944, всего — 254 дней,

Итого: 522 дня

## Командир дивизии
Генерал-майор авиации Баранчук Константин Гаврилович. Период нахождения в должности: с 26 мая 1942 года по 05 февраля 1944 года

## В составе объединений
| Дата            | Фронт (округ)                        | Армия               | Корпус                                       | Примечания |
| --------------- | ------------------------------------ | ------------------- | -------------------------------------------- | ---------- |
| 26.05.1942 года | Западный фронт                       | 1-я воздушная армия |                                              | -          |
| 17.02.1943 года | Резерв Верховного Главнокомандования |                     | 5-й смешанный авиационный корпус             | -          |
| 28.05.1943 года | Воронежский фронт                    | 1-я воздушная армия | 5-й смешанный авиационный корпус             | -          |
| 20.06.1943 года | Воронежский фронт                    | 1-я воздушная армия | 1-й штурмовой авиационный корпус             | -          |
| 13.07.1943 года | Степной фронт                        | 5-я воздушная армия | 1-й штурмовой авиационный корпус             | -          |
| 20.10.1943 года | 2-й Украинский фронт                 | 5-я воздушная армия | 1-й гвардейский штурмовой авиационный корпус | -          |
| 05.02.1944 года | 2-й Украинский фронт                 | 5-я воздушная армия | 1-й гвардейский штурмовой авиационный корпус | -          |

## Части и отдельные подразделения дивизии
За весь период своего существования боевой состав дивизии претерпевал изменения, в различное время в её состав входили полки:
| Период                  | Наименование                          |
| ----------------------- | ------------------------------------- |
| 23.05.1942 — 18.02.1943 | 20-й истребительный авиационный полк  |
| 20.03.1944 — 05.02.1944 | 247-й истребительный авиационный полк |
| 17.03.1943 — 05.02.1944 | 270-й истребительный авиационный полк |
| 04.06.1942 — 18.02.1943 | 272-й истребительный авиационный полк |
| 26.06.1942 — 17.11.1942 | 509-й истребительный авиационный полк |
| 20.06.1942 — 05.02.1944 | 516-й истребительный авиационный полк |

## Участие в операциях и битвах
- Погорело-Городищенская операция — с 30 июля 1942 года по 23 августа 1942 года.
- Белгородско-Харьковская операция — с 3 августа 1943 года по 23 августа 1943 года.
- Кировоградская операция — с 5 января 1944 года по 16 января 1944 года.
- Корсунь-Шевченковская операция — с 24 января 1944 года по 5 февраля 1944 года.

## Присвоение гвардейских наименований
- 203-я истребительная авиационная Знаменская дивизия переименована в 12-ю гвардейскую истребительную авиационную Знаменскую дивизию[5].
- 247-й истребительный авиационный полк переименован в 156-й гвардейский истребительный авиационный полк[5]
- 270-й истребительный авиационный полк переименован в 152-й гвардейский истребительный авиационный полк[5]
- 516-й истребительный авиационный полк в переименован в 153-й гвардейский истребительный авиационный полк[5]

## Почётные наименования
203-й истребительной авиационной дивизии присвоено почётное наименование «Знаменская»

## Благодарности Верховного Главнокомандующего
Верховным Главнокомандующим дивизии объявлены благодарности:
- За овладение городом Знаменка[6]

## Отличившиеся воины

### Дважды Герои Советского Союза
- Сергей Данилович Луганский — командир эскадрильи 270-го истребительного авиационного полка (203-я истребительная авиационная дивизия, 1-й штурмовой авиационный корпус, 5-я воздушная армия, Степной фронт), Дважды Герой Советского Союза.

### Герои Советского Союза
| - Базаров Иван Фёдорович, капитан, командир эскадрильи 247-го истребительного авиационного полка 203-й истребительной авиационной дивизии 1-го штурмового авиационного корпуса 5-й воздушной армии Указом Президиума Верховного Совета СССР 2 сентября 1943 года удостоен звания Герой Советского Союза. Золотая Звезда № 1074 - Буряк Николай Васильевич, старший лейтенант, командир эскадрильи 247-го истребительного авиационного полка 203-й истребительной авиационной дивизии 1-го штурмового авиационного корпуса 5-й воздушной армии Указом Президиума Верховного Совета СССР 4 февраля 1944 года удостоен звания Герой Советского Союза. Золотая Звезда № 1494 - Дунаев Николай Пантелеевич, капитан, командир эскадрильи 270-го истребительного авиационного полка 203-й истребительной авиационной дивизии 1-го штурмового авиационного корпуса 5-й воздушной армии Указом Президиума Верховного Совета СССР 2 сентября 1943 года удостоен звания Герой Советского Союза. Золотая Звезда № 1252 - Карнач Степан Андреевич, капитан, штурман 247-го истребительного авиационного полка 203-й истребительной авиационной дивизии 1-го штурмового авиационного корпуса 5-й воздушной армии Указом Президиума Верховного Совета СССР 4 февраля 1944 года удостоен звания Герой Советского Союза. Золотая Звезда № 1463 - Корниенко Иван Михеевич, капитан, командир эскадрильи 270-го истребительного авиационного полка 203-й истребительной авиационной дивизии 1-го штурмового авиационного корпуса 5-й воздушной армии Указом Президиума Верховного Совета СССР 2 сентября 1943 года удостоен звания Герой Советского Союза. Золотая Звезда № 1253 - Луганский Сергей Данилович, капитан, командир эскадрильи 270-го истребительного авиационного полка 203-й истребительной авиационной дивизии 1-го штурмового авиационного корпуса 5-й воздушной армии Указом Президиума Верховного Совета СССР 2 сентября 1943 года удостоен звания Герой Советского Союза. Золотая Звезда № 1493 - Матиенко Пётр Андреевич, майор, штурман 270-го истребительного авиационного полка 203-й истребительной авиационной дивизии 1-го штурмового авиационного корпуса 5-й воздушной армии Указом Президиума Верховного Совета СССР 4 февраля 1944 года удостоен звания Герой Советского Союза. Золотая Звезда № 1465 - Меркушев Василий Афанасьевич, майор, командир 270-го истребительного авиационного полка 203-й истребительной авиационной дивизии 1-го штурмового авиационного корпуса 5-й воздушной армии Указом Президиума Верховного Совета СССР 2 сентября 1943 года удостоен звания Герой Советского Союза. Золотая Звезда № 1491. Лишён звания Героя Советского союза 9 мая 1950 года. Восстановлен в звании героя Советского Союза 4 января 1955 года - Шутт Николай Константинович, старший лейтенант, помощник командира по воздушно-стрелковой службе 270-го истребительного авиационного полка 203-й истребительной авиационной дивизии 1-го штурмового авиационного корпуса 5-й воздушной армии Указом Президиума Верховного Совета СССР 4 февраля 1944 года удостоен звания Герой Советского Союза. Золотая Звезда № 1468 |